# Terme di Valdieri

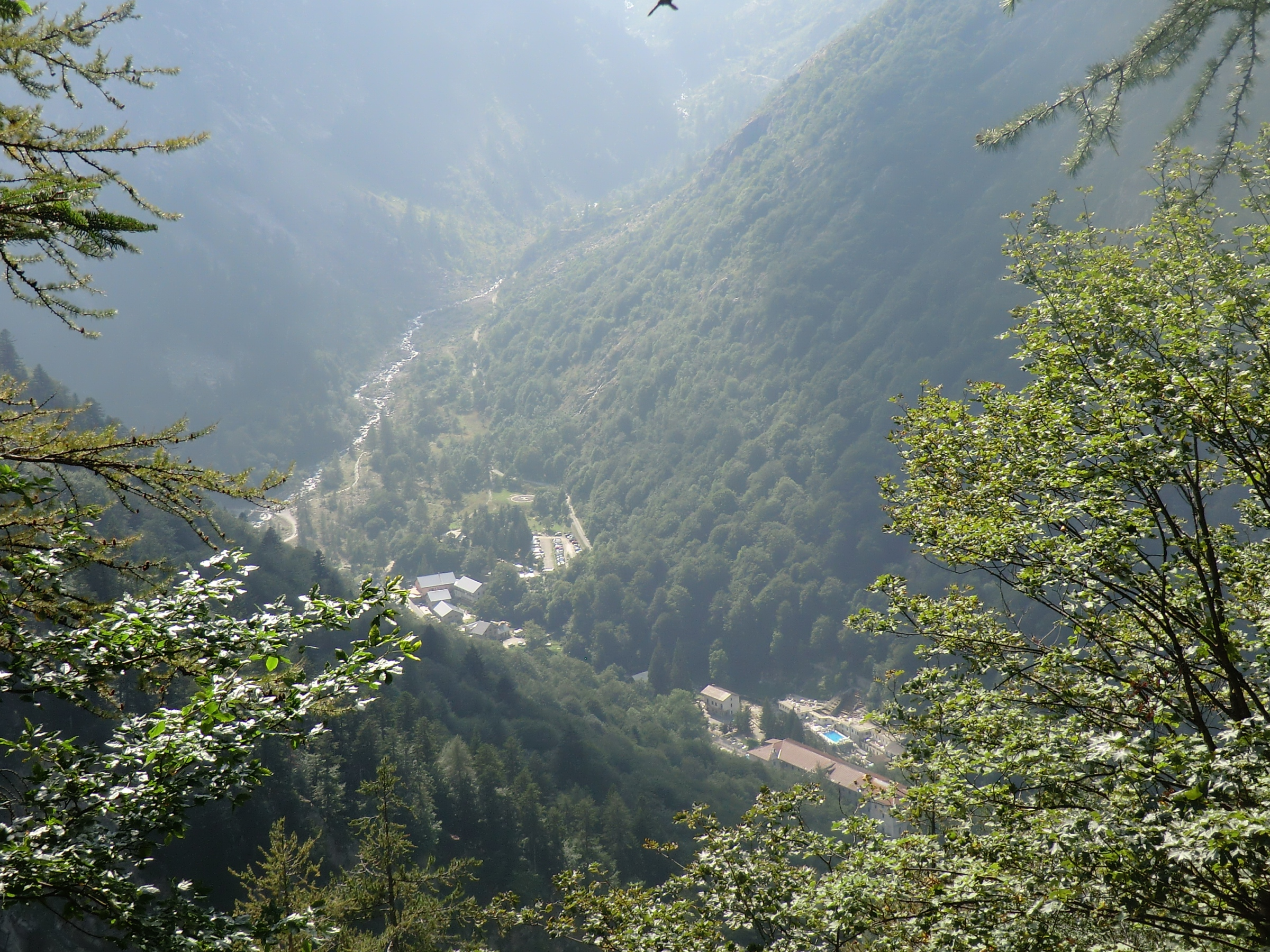
Terme di Valdieri

Le terme di Valdieri sono una stazione termale situata in comune di Valdieri, in provincia di Cuneo. Le acque termali sono solfuree solfato-cloruro-sodiche, a temperature di 50-75 °C (ipertermali) e di carattere alcalino (pH 9.4).

## Storia

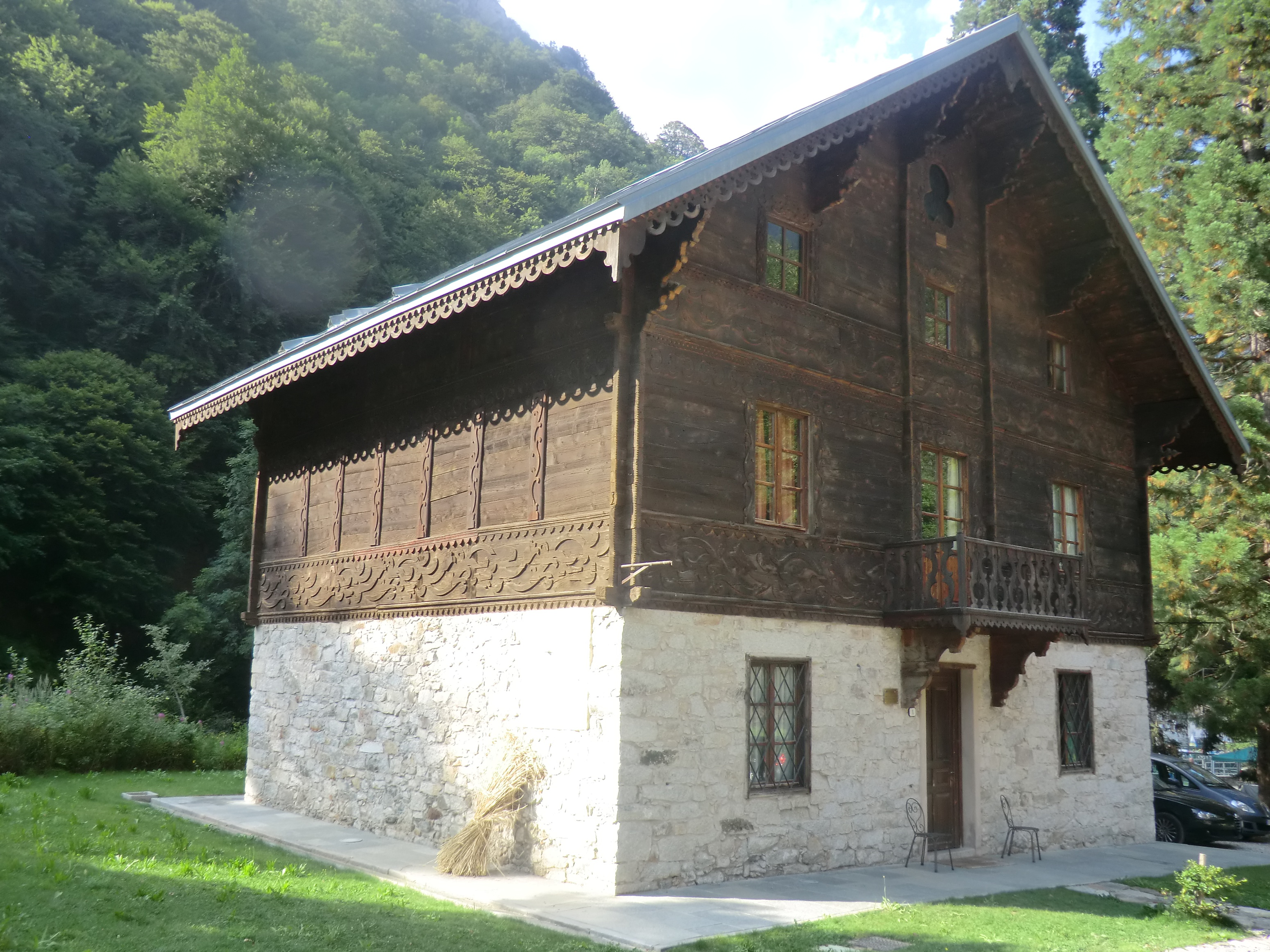
Terme di Valdieri: chalet della Bela Rosin

La sorgente calda è conosciuta dalle popolazioni locali da tempo immemorabile. Il primo documento relativo al suo sfruttamento risale al 1588, quando il comune di Valdieri fece erigere un primo stabilimento. Nel 1755 il re di Sardegna Carlo Emanuele III decise di utilizzare le terme di Valdieri per sé, e diede impulso alla realizzazione di un nuovo edificio termale, soprannominato "il Baraccone". Dopo la parentesi delle guerre napoleoniche, i Savoia tornarono ad interessarsi alle terme, e tra il 1830 ed il 1833 fu costruita la strada che collega le terme alla frazione di Sant'Anna di Valdieri.
Un nuovo impulso venne nel 1855, quando fu costituita una società per la costruzione di un vero stabilimento termale. Nel 1857 il re Vittorio Emanuele II visitò lo stabilimento, e fu in quest'occasione che iniziò il processo che portò alla costituzione della Riserva reale di caccia di Valdieri. In quest'ambito, Vittorio Emanuele II fece edificare la residenza estiva a Sant'Anna, le case di caccia di San Giacomo di Entracque e del vallone del Valasco, e quattro chalet presso le terme, uno dei quali destinato alla bella Rosìn. Due di essi (appunto la casa della bella Rosìn ed il casino di caccia) sono ancora presenti ai nostri giorni. Sempre nel 1857 fece posare la prima pietra di un hotel che è oggi l'Hotel Royal Centro Benessere di Terme di Valdieri.
Da allora vi furono successivi interventi di ristrutturazione e di ammodernamento.

## Accesso
Lo stabilimento termale si trova in comune di Valdieri, in frazione Terme di Valdieri, alla confluenza del vallone di Valasco e del vallone della Casa.
Le terme sono aperte da maggio a settembre. In inverno, la strada che unisce Sant'Anna di Valdieri alle terme viene chiusa, a causa dell'elevato rischio valanghe.

## Caratteristiche
Le terme sono caratterizzate da una sorgente di acqua sulfurea calda, che permette di mantenere una piscina all'aperto alla temperatura di 36 °C. Tale acqua è classificata come sulfurea solfato-cloruro-sodica ipertermale (50-75 °C), ed ha una temperatura in falda profonda di 130 °C, corrispondente ad una profondità di 4.500 m sotto la superficie terrestre. Tali acque sono utilizzate in diversi trattamenti, divisibili in tre categorie: acque minerali, alghe termali, grotte naturali.
Le cure sono indicate per malattie reumatiche, otorinolaringoiatriche, dermatologiche, nonché per malattie del fegato e del ricambio, e per problemi ginecologici.

## Servizi
Il principale servizio offerto è quello delle cure termali; per queste cure, le Terme di Valdieri sono convenzionate con il Servizio Sanitario Nazionale.
Oltre alle cure termali, le Terme di Valdieri offrono servizi di massoterapia, kinesiterapia in aria ed in acqua, e cure estetiche.
Collegato alle terme è l'Hotel Royal Centro Benessere, classificato "tre stelle", aperto da giugno a settembre come il resto dello stabilimento termale.
Oltre all'Hotel delle Terme esiste anche un albergo a gestione famigliare, l'Albergo Turismo, classificato "due stelle" aperto dai primi di maggio a metà ottobre, situato di fronte al centro visita del Parco.

## Turismo
Le Terme di Valdieri sono punto di partenza per numerose escursioni nelle valli circostanti il monte Argentera. Dalle terme si raggiungono a piedi con alcune ore di cammino i rifugi Valasco, Questa, Regina Elena, Bozano e Remondino. La strada asfaltata termina giusto in corrispondenza delle terme, ove sorge un comodo parcheggio, a pagamento nei mesi di luglio ed agosto.
Il complesso termale si trova all'interno del parco naturale delle Alpi Marittime, che è dunque possibile visitare partendo dalle terme medesime.
Le terme costituiscono anche un posto tappa della Grande Traversata delle Alpi; il posto tappa è ospitato in una dépendance dell'albergo, ed è aperto da giugno a metà settembre. Altra possibilità di ospitalità per chi effettua la traversata GTA è l'Albergo Turismo, aperto dai primi di maggio a metà ottobre.